# Monte Darwin
Monte Darwin är ett berg i Chile.   Det ligger i provinsen Provincia Antártica Chilena och regionen Región de Magallanes y de la Antártica Chilena, i den södra delen av landet, 2 400 km söder om huvudstaden Santiago de Chile. Toppen på Monte Darwin är 2 438 meter över havet, eller 1 045 meter över den omgivande terrängen. Bredden vid basen är 10,6 km. Monte Darwin ingår i Cordillera Darwin.
Terrängen runt Monte Darwin är huvudsakligen bergig. Trakten runt Monte Darwin är nära nog obefolkad, med mindre än två invånare per kvadratkilometer.. Det finns inga samhällen i närheten.
Trakten runt Monte Darwin består i huvudsak av gräsmarker.